# Himatnagar
Himatnagar est une ville indienne située dans le Sabarkantha dans l’État du Gujarat. En 2011, sa population était de 81 137 habitants.

## Source de la traduction
- (en) Cet article est partiellement ou en totalité issu de l’article de Wikipédia en anglais intitulé « Himatnagar » (voir la liste des auteurs).